# Asplenium anisophyllum
Asplenium anisophyllum là một loài dương xỉ trong họ Aspleniaceae. Loài này được Kunze mô tả khoa học đầu tiên năm 1836.

## Hình ảnh

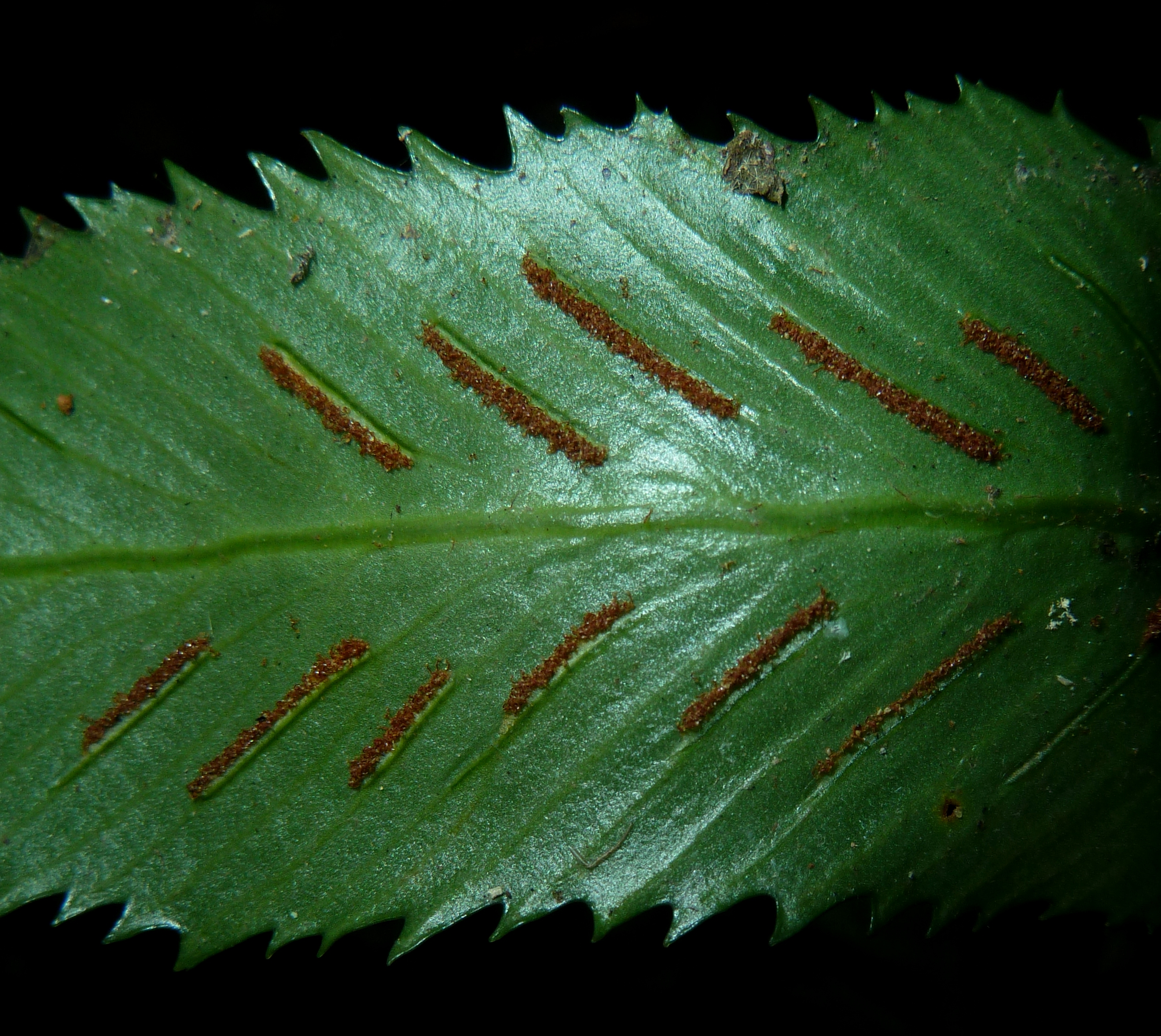